# BE Junior Circuit 2006/07
Der BE Junior Circuit 2006/07 (Abkürzung für Badminton Europe Junior Circuit 2006/07) war die sechste Auflage des BE Junior Circuits im Badminton. Elf Turniere gehörten zur Wettkampfserie.

## Turniere
| Nr. | Turnier                      |
| --- | ---------------------------- |
| 1   | Slovak Juniors               |
| 2   | Lausanne Youth International |
| 3   | Slovenian Juniors            |
| 4   | Croatian Juniors             |
| 5   | Czech Juniors                |
| 6   | Turkey Juniors               |
| 7   | Belgian Juniors              |
| 8   | Polish Juniors               |
| 9   | Spanish Juniors              |
| 10  | Dutch Juniors                |
| 11  | German Juniors               |